# بی‌غایت‌گرایی

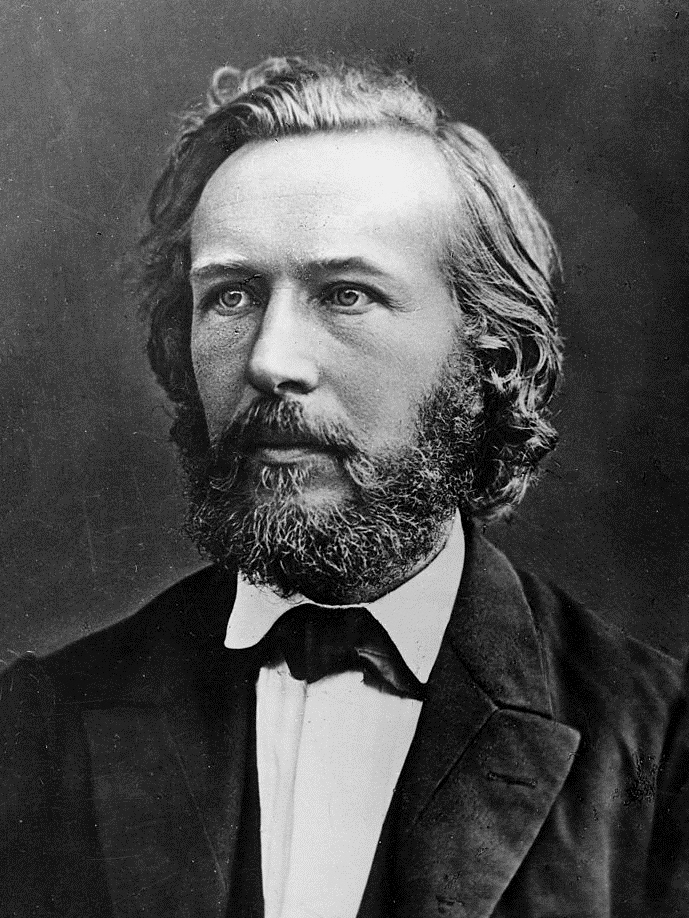
ارنست هکل

بی‌غایت‌گرایی یا نافرجام‌گرایی یا (بی‌نظمی و بی‌غایتی)، دیدگاهی فلسفی است که بر این است هستی هیچ غایت و علل اربعه‌ای حاصل از طراحی هدفمند ندارد. اصطلاح "dysteleology" واژه‌ای نوساخت است که توسط ارنست هکل رواج یافت. بی‌غایت‌شناسی، نوعی بی‌خدایی علم-محورِ تهاجمی ولی خوشبینانه‌است که اولین بار به هکل و پیروان او ارتباط داده شده بود، ولی شاید بیشتر با سبک بی‌خدایی کسانی چون ریچارد داوکینز، سم هریس و کریستوفر هیچنز وابستگی داشته باشد. فلسفه غربی از زمان کوپرنیک به‌طور فزاینده‌ای بی‌غایت‌گرا بوده‌است. برخلاف دیدگاه‌های فلسفی سنتی یا دینی، طبیعت‌گرایی فلسفی مدرن، هستی یا وجود را دارای هیچ هدف یا غایت خاصی نمی‌داند. برخی مکاتب فلسفی، بی‌غایتی را نمی‌پذیرند؛ از جمله ایدئالیسم آلمانی (شامل فلسفه‌های هگل و شلینگ)، تئوری انتگرال، و برخی پیروان اصل انسان‌نگر.